# Martin Charles Strong
Martin Charles Strong (1960, Musselburgh) és un historiador de la música escocès, conegut per compilar discografies de música popular incloent-hi The Great Rock Discography. Strong ha estat descrit en descripcions de diaris generalistes com un "compilador de les famoses discografies dels mamuts" i com "un home que en sap més de la música rock del que seria sa per un sol individu".

## Carrera
Strong ha investigat la música des de principis de la dècada de 1980, dedicant 70 hores setmanals al seu ofici a partir de 2004.
Pel que és més conegut probablement és per "The Great Rock Discography", amb la 7a edició publicada el 2004; el pròleg va ser escrit per disc jockey John Peel. El llibre ha aconseguit elogis, amb el crític de música nord-americà Robert Christgau que ho recomana com una de les tres millors enciclopèdies de música rock, i la que té la "completesa més malaltissa". L'autor Ian Rankin la va anomenar com un dels "5 llibres que tota persona ha de llegir", anomenant-la com "un gran llibre" que "l'hauria de mantenir content en una illa deserta". Va ser reeditat com a The Essential Rock Discography, una versió condensada, el 2006.
Strong també va escriure The Great Metal Discography (2 edicions), The Great Psychedelic, The Great Alternative & Indie (2 volums) i Lights, Camera, Soundtracks (amb Brendon Griffin). Juntament amb The Great/Essential Rock Discography – on Griffin ha treballat esporàdicament – aquest títols s'han publicat a l'editorial Canongate Books. Mercat Press va publicar la història de música contemporània escocesa, The Great Scots Musicography, el 2002. Els toms finals de Strong van ser dos volums The Great Folk Discography, publicats per Birlinn el 2010 i el 2011; la tercera part de la trilogia, The Great Folk Discography: The Celtic Connections, ha estat arxivada. Ell manté també el lloc web The Great Rock Bible.
A part dels seus llibres, Strong ha escrit per The List, Record Collector, Songlines, HMV Choice i la sèrie Rough Guides. Ha treballat com a investigador per l'edició de 2003 de Jimmy Cliff Anthology.

## Vida personal
Strong viu a Falkirk i té tres filles.